# Martin Vinnicombe
Martin Vinnicombe (né le 5 décembre 1964 à Melbourne) est un coureur cycliste australien. Spécialiste du kilomètre, il a été champion du monde de cette discipline en 1987 et médaillé d'argent aux Jeux olympiques de 1988 à Séoul. En 1991, il a fait l'objet d'un contrôle antidopage positif aux stéroïdes.

## Palmarès

### Jeux olympiques
- Séoul 1988
  -  Médaillé d'argent du kilomètre

### Championnats du monde
- Bassano del Grappa 1985
  -  Médaillé de bronze du kilomètre
- Colorado Springs 1986
  -  Médaillé d'argent du kilomètre
- Vienne 1987
  -  Champion du monde du kilomètre
- Lyon 1989
  -  Médaillé d'argent du kilomètre
- Maebashi 1990
  -  Médaillé d'argent du kilomètre

## Distinction
- Sir Hubert Opperman Trophy en 1989[2]